# Бурч Михайло Васильович
Михайло Васильович Бурч (нар. 14 січня 1960, Кокчетав) — радянський та український футболіст, що грав на позиції воротаря. По завершенні ігрової кар'єри — футбольний тренер.
Відомий насамперед виступами за футбольний клуб «Волинь», де займає 4 місце серед усіх гравців клубу за кількістю проведених матчів — 456 матчів у першостях СРСР та України, і кубкових матчах, у тому числі перше місце серед воротарів клубу, виступав також за клуби «Спартак» (Івано-Франківськ) та «Верес» (Рівне), та низку інших українських і зарубіжних клубів. Михайло Бурч відомий також як один із найрезультативніших воротарів українського футболу, що за різними оцінками, відзначився близько 50 забитими м'ячами за клуб у іграх різного рівня, у тому числі одним м'ячем із гри.

## Клубна кар'єра
Народився Михайло Бурч у казахському місті Кокчетав, куди у післявоєнний час було вислано сім'ю його діда — воїна УПА, а батько майбутнього воротаря проходив там службу в армії.Після повернення сім'ї в Україну Михайло Бурч розпочав заняття у ДЮСШ луцького «Торпедо», де його першими тренерами були знані у минулому гравці луцької команди Альберт Мікоян та Володимир Байсарович. Михайло Бурч виступав за юнацькі збірні України, де його напарником у воротах був відомий у майбутньому воротар дніпропетровського «Дніпра» та київського «Динамо») Сергій Краковський. У складі збірної УРСР Бурч став переможцем всесоюзного кубка «Юність» у 1976 році. Дебютував молодий воротар у луцькій команді у сезоні 1977 року, де серед його партнерів по команді був і його майбутній тренер Мирон Маркевич. Після трьох сезонів, проведених у рідному Луцьку, Михайло Бурч отримує запрошення виступати за клуб радянської першої ліги «Спартак» (Івано-Франківськ). Але у цій команді Бурч не закріпився в основному складі, і після одного сезону, у якому воротар зіграв у основі івано-франківської команди лише 7 матчів, повертається до Луцька. У рідному клубі Михайло Бурч провів два наступних сезони у другій лізі, а з початку 1983 року футболіста призвали до лав Радянської Армії із проходженням служби у львівському армійському клубі СКА «Карпати», який тоді виступав у першій лізі. Але у цьому клубі воротар не зіграв жодного матчу в основі, і повернувся до Луцька. У заявку «Торпедо» на поточний сезон Михайло Бурч не потрапив, тому півроку воротарю довелось захищати ворота аматорського клубу — луцького «Прилада». З початку 1984 року футболіст повернувся до складу «Торпедо», і виступав за лучан до 1990 року. У складі команди Михайло Бурч став переможцем зонального турніру команд другої ліги, за що отримав звання чемпіона УРСР. У середині 1990 року воротареві поступило запрошення з нижчоліговогового польського клубу «Петрохемія», за який Михайло Бурч виступав протягом року. Повернувся футболіст у рідний клуб за рік, та ще зіграв у останньому чемпіонаті СРСР, а з початку 1992 року захищав ворота луцького клубу вже у чемпіонаті незалежної України. Перший сезон «Волині» вийшов досить вдалим, команда зайняла 5 місце у групі з 10 команд (поступившись, між іншим лише трьом клубам колишньої вищої ліги Радянського Союзу — «Динамо», дніпропетровському «Дніпру» і харківському «Металісту», та тернопільській «Ниві»), а Бурч разом із Дмитром Топчієвим став кращим бомбардиром клубу, реалізувавши 4 одинадцятиметрові удари. Далі Михайло Бурч знову вирушив на заробітки за кордон. Спочатку виступав український воротар за уже знайомий польський клуб «Петрохемія», а далі грав за варшавський «Гутник». На початку 1994 року Михайло Бурч грав також у словацькому «Хемлоні». Після повернення в Україну футболіст приєднався до складу рівненського «Вереса», але тоді якраз фінансова ситуація в клубі різко погіршилась, клуб грав усе гірше, та вибув із вищої української ліги, а Бурч покинув рівненський клуб та повернувся до «Волині». Ще чотири роки воротар виступав за луцький клуб, перший із яких команда провела ще в елітному дивізіоні, а потім вибула до першої ліги. У 2000 році Михайло Бурч нетривалий час знову грав за рівненський «Верес», який уже виступав у другій українській лізі. Далі ще один сезон Бурч провів у друголіговому золочівському «Соколі», а завершив виступи на професійному рівні Михайло Бурч також у друголіговому клубі ЛУКОР із Калуша у віці 42 роки. Після закінчення професійної кар'єри воротар ще кілька років виступав за аматорські клуби Волині. Після завершення кар'єри гравця Михайло Бурч працював тренером воротарів у спортивній школі Володимир-Волинської школи-інтернату, а також тривалий час працював тренером воротарів луцької «Волині».

## Воротар-бомбардир
Михайло Бурч став відомим воротарем у 80-х роках ХХ століття переважно не за своїми воротарськими здібностями, а за свої здібності бомбардира. Голи воротар забивав переважно з пенальті, один раз, зі слів самого футболіста, під час виступів у Польщі Михайло Бурч забив гол у ворота суперників із штрафного удару. Уперше Михайло Бурч забив із пенальті у грі з вінницькою «Нивою» у другій союзній лізі після кількох невдалих спроб пробиття одинадцятиметрових ударів польовими гравцями лучан із дозволу тодішнього головного тренера клубу Мирона Маркевича. Після успішного початку саме воротар став штатним пенальтистом «Торпедо» 80-х років. Продовжив свої бомбардирські подвиги Михайло Бурч і під час виступів у Польщі, де місцевий тренер, прочитавши українські газети, дозволив воротарю пробивати пенальті. За неперевіреними даними, в одній з ігор у Польщі Михайло Бурч зробив хет-трик, двічі реалізувавши пенальті та забивши штрафний удар. А під час виступів у Словаччині тренер забороняв українському воротареві виконувати пенальті, і навіть після забитого Бурчем переможного для команди одинадцятиметрового удару оштрафував футболіста. У вищій українській лізі Бурч забив за «Волинь» 5 м'ячів, а найважливішим з яких став переможний м'яч у домашній грі з дніпропетровським «Дніпром» у ворота Валерія Городова. За усю футбольну кар'єру в офіційних матчах Михайло Бурч лише один раз не забив пенальті. За неофіційними підрахунками знайомих футболіста, всього під час виступів на футбольних полях Михайло Бурч забив близько 50 голів у лігах різних рівнів.

## Досягнення
- Переможець Кубка «Юність» 1976 — збірна УРСР.
- Переможець чемпіонату УРСР з футболу 1989, що проводився у рамках турніру в шостій зоні другої ліги СРСР.